# 690 Wratislavia
690 Wratislavia este un asteroid din centura principală, descoperit pe 16 octombrie 1909, de Joel Metcalf.